# Гретна (Флорида)
Гретна (англ. Gretna) — місто (англ. city) в США, в окрузі Гедсден штату Флорида. Населення — 1357 осіб (2020).

## Географія
Гретна розташована за координатами 30°35′13″ пн. ш. 84°42′16″ зх. д. / 30.58694° пн. ш. 84.70444° зх. д. (30.586946, -84.704547). За даними Бюро перепису населення США в 2010 році місто мало площу 15,62 км², з яких 15,60 км² — суходіл та 0,02 км² — водойми. В 2017 році площа становила 19,89 км², з яких 19,83 км² — суходіл та 0,06 км² — водойми.

## Демографія
Згідно з переписом 2010 року, у місті мешкало 1460 осіб у 485 домогосподарствах у складі 381 родини. Густота населення становила 93 особи/км². Було 583 помешкання (37/км²).
Расовий склад населення:
| - 83,8 % — чорних або афроамериканців - 4,6 % — білих - 0,6 % — корінних американців - 10,0 % — осіб інших рас |

До двох чи більше рас належало 1,0 %. Частка іспаномовних становила 13,3 % від усіх жителів.
За віковим діапазоном населення розподілялося таким чином: 27,5 % — особи молодші 18 років, 61,7 % — особи у віці 18—64 років, 10,8 % — особи у віці 65 років та старші. Медіана віку мешканця становила 33,0 року. На 100 осіб жіночої статі у місті припадало 86,7 чоловіків; на 100 жінок у віці від 18 років та старших — 86,1 чоловіків також старших 18 років.
Середній дохід на одне домашнє господарство становив 32 912 долари США (медіана — 30 978), а середній дохід на одну сім'ю — 36 663 долари (медіана — 33 267). Медіана доходів становила 30 288 доларів для чоловіків та 26 667 доларів для жінок. За межею бідності перебувало 19,6 % осіб, у тому числі 16,0 % дітей у віці до 18 років та 15,1 % осіб у віці 65 років та старших.
Цивільне працевлаштоване населення становило 509 осіб. Основні галузі зайнятості: освіта, охорона здоров'я та соціальна допомога — 41,3 %, науковці, спеціалісти, менеджери — 15,3 %, виробництво — 8,6 %, публічна адміністрація — 8,4 %.